# Társaság a Szabadságjogokért
A Társaság a Szabadságjogokért (TASZ) Magyarország legaktívabb jogvédő szervezete. 1994-ben, Budapesten alakult, jelenleg négy városban, Budapest mellett Miskolcon, Pécsen és Debrecenben van irodája. Az állami szervektől és pártoktól függetlenül működik, pénzügyi forrásait alapítványok és magánszemélyek biztosítják. Missziója szerint azért dolgozik, hogy bárki megismerhesse alapvető emberi jogait és érvényesíthesse azokat a hatalom indokolatlan beavatkozásaival és mulasztásaival szemben.
A szervezet jelen van az egész országban: Miskolcon, Pécsett, Debrecenben és Szegeden is elérhető ingyenes jogsegélyszolgálata, és országszerte tart képzéseket és műhelyeket, valamint online jogtudatosító anyagokat is készít. 2021-ben megnyílt az első regionális TASZ iroda Pécsett, amit 2022-ben a debreceni, 2023-ban pedig a miskolci iroda követett.
2019 óta minden évben átadják a SZABAD-díjakat.

## Története
A TASZ megalakuláskor még mindenkiben frissen élt a rendszerváltás és az előző rendszer emléke, azonban ez nem jelentette azt, hogy a hatalmat birtoklók nem próbálkoztak meg visszaélni az új rendszer hibáival és az ezek adta lehetőségekkel. Sokszor megsértették a polgárok jogait és a jogállamiság szempontjából fontos intézmények függetlenségét. A tökéletlen jogállam tökéletesítésével kezdett foglalkozni a jogvédő szervezet úgy, hogy eleinte a betegek és a kábítószerfogyasztók jogainak védelmét, a hatóságok szabadságkorlátozó jogosítványaival és intézkedéseivel szembeni fellépést, valamint a személyes adatok védelmének és a közérdekű adatok nyilvánosságának érvényesítését látta el.
Ingyenes jogi tanácsadást nyújtott, precedens jellegű ügyekben ingyenes jogi képviseletet biztosított betegek, kezdeményezte jogszabályok megalkotását, módosítását, a jogalkalmazási gyakorlat megváltoztatását és felhívta a figyelmet az emberi jogi szempontok érvényesítésére a jogszabályok szakmai előkészítése során. A jelentősebb jogeseteiről tájékoztatta a közvéleményt, kiadványokat készített jogpolitikai kérdésekben és vitafórumokat rendezett adatvédelmi, betegjogi, drogpolitikai kérdésekben.
A kétezres években már egyre inkább megmutatkoztak a rendszer hiányosságai, az intézmények tökéletlensége, és a harmadik Magyar Köztársaság morális válságba került az elégedetlenkedőkkel szembeni indokolatlan és nagyon erőszakos fellépése miatt. A TASZ ebben az időben új témákkal kezdett el foglalkozni és új eszközöket alkalmazott. A szólás, a sajtó és a gyülekezés szabadságának védelme előtérbe került, a TASZ nagyon sok pert indított a közérdekű adatok nyilvánosságáért. Az évtized végére nyilvánvalóvá vált, hogy a romák diszkriminációja, valamint az ellenük irányuló rasszista erőszak miatt a romák védelmében külön programot is indítania kell.
A TASZ missziójának eléréséhez már nem volt elég elsősorban a döntéshozókat megcélozni. Az absztrakt alapjogi normák érvényesülésének hiányát a laikus közönség számára is érthetővé, kézzelfoghatóvá kellett tenni. A szervezetnek ezért egyre több, a nyilvánosságban is megjelenő ügyfele lett.
2010 után a rosszul működő jogállam helyébe pár év alatt egy a jogi kereteket látszólag tiszteletben tartó, a jogalkotást eszközként használó rendszer lépett. A független intézmények egyre inkább diszfunkcionálisan működtek, ami egyre nehezebbé tette a jogvédői munkát.

A TASZ – és más civil jogvédő szervezetek – már nem megvédeni akarják a jogállamot, hanem helyreállítani. Közben az egyre autokratikusabbá váló kormányzat soha korábban nem tapasztalt módon kezdte támadni a jogvédőket. Erre a TASZ azzal reagált, hogy a korábbinál sokkal tudatosabban mutatta meg, hogy a tevékenysége miért hasznos a polgárok közösségei számára.Így fordulhatott elő, hogy a kormányzati lejáratókampányok ellenére a TASZ a 2020-as évekre ismertebb és támogatottabb lett, mint valaha. A szervezet 2021-ben több mint 4000 esetben nyújtott ingyenes jogi segítséget, és több mint 200 ügye van folyamatban bíróságokon.

## Céljai
A TASZ fő célkitűzése, hogy az alapvető jogok és jogelvek érvényesüljenek Magyarországon. Tevékenységét olyan területekre összpontosítja, ahol gyakoriak a jogsértések, és az áldozatok különösen kiszolgáltatott helyzetben vannak.
A TASZ az alábbi területekkel foglalkozik:
- személyes adatok védelme
- közérdekű adatokhoz való hozzáférés
- a gyülekezési, a szólás- és a sajtószabadság védelme
- a választáshoz való jog és a részvételi jogok képviselete
- a polgárok jogainak védelme az egészségügyben
- minőségi oktatás támogatása
- a testi önrendelkezés védelme (méltó halálhoz való jog, eutanázia)
- a HIV/AIDS-szel élő személyek jogainak a védelme
- az LMBTQ emberek jogainak a védelme
- a romák jogainak védelme az intézményes diszkriminációval szemben
- a fogyatékos polgárok jogainak védelme
- a drogfogyasztók jogainak védelme

Ezekben a témákban ingyenes jogi tanácsadást nyújt az alapvető jogaikban sérelmet szenvedett polgárok számára, stratégiailag fontos ügyekben pedig ingyenes jogi képviseletet is biztosít. A TASZ-nak 2022-ben több mint 200 ügye volt folyamatban különböző hazai és nemzetközi fórumokon. Emellett jogtudatosító képzéseket tart, tájékoztató kiadványokat készít, illetve vitafórumokat és konferenciákat szervez.

## Tevékenységei
Jogvédelem
- ingyenes jogi tanácsadást nyújt az alapvető jogaikban sérelmet szenvedett polgárok számára
- stratégiailag fontos ügyekben ingyenes jogi képviseletet biztosít

Jogfejlesztés
- kezdeményezi jogszabályok megalkotását, módosítását, a jogalkalmazási gyakorlat megváltoztatását
- felhívja a figyelmet az emberi jogi szempontok érvényesítésére a jogszabályok szakmai előkészítése során
- együttműködik számos hazai és külföldi emberi jogi szervezettel, intézménnyel

A nyilvánosság tájékoztatása
- jogtudatosító képzéseket tart
- tájékoztató kiadványokat készít
- rendszeresen tájékoztatja a sajtót álláspontjáról
- tevékenységéről információkat közöl saját honlapján, a TASZ blogján,[1] a közösségi médiában, valamint hírlevelén keresztül.
- vitafórumokat és konferenciákat rendez

A szervezet munkája három szakmai programban zajlik:

### Egyenlőség program
A TASZ Egyenlőség programja a társadalom leghátrányosabb helyzetű csoportjainak állami diszkriminációja ellen, az esélyegyenlőségük megteremtéséért dolgozik. A program a mélyszegénységben élő roma emberek, illetve a fogyatékossággal élők jogainak védelmére fókuszál. Partnerszervezeteivel közösen kiáll más sérülékeny csoportok, különösen a hajléktalan emberek, a menekültek, és az LMBTQI+ közösség tagjainak egyenlő jogaiért is.
A TASZ Egyenlőség programja évek óta munkálkodik azon, hogy a családjuktól igazságtalanul elszakított gyermekek hazatérhessenek és aktívan fellép a gyerekvédelmi rendszer diszkriminatív gyakorlatai ellen. Küzdenek azért,hogy fogyatékossága vagy pszichés problémái miatt senkit se fosszanak meg attól a jogtól, hogy rendelkezhessen a saját élete felett.

### Politikai Szabadságjogi program
A Politikai Szabadságjogi program egyik legfontosabb célja, hogy mindenki szabadon bírálhassa a közhatalom gyakorlóit, és ne érje hátrány azokat a polgárokat, akik kritikát fogalmaznak meg a hatalommal szemben, akár szóban, akár írásban, akár egy tüntetés keretében. A program azért tesz, hogy a közéleti demonstrációk békések és jogszerűek legyenek, és hogy az ezt biztosítani hivatott rendőrség mindig betartsa a vonatkozó jogszabályokat. A Politikai Szabadságjogi Program monitorozza a választásokkal kapcsolatos állami és nem állami aktusokat, illetve dolgozik a választással kapcsolatos szabályok közérthetővé tételén. Jogsegélyt nyújt polgárok, jelöltek és jelölőszervezetek számára. Ezenfelül segítséget ad a polgároknak, hogy ők is élhessenek választójogukkal, hogy mindenki egyenlő feltételekkel vehessen részt a közös ügyekben.
A program kiemelt partnerei az újságírók, akiket  jogi eszközökkel segítenek abban, hogy hozzáférhessenek az állami tevékenységgel kapcsolatos adatokhoz, miközben megvédi azokat az újságírókat, akik ellen jogi eljárásokat indít a hatalom.
A Politikai Szabadságjogi program a kezdetektől segíti azokat az aktív polgárokat, akik tüntetéseken, gyűléseken élnek véleménynyilvánítási jogukkal. Az általuk üzemeltetett forródrót (+3630 722 3356 ) a nagyobb tüntetések ideje alatt bárki által hívható, az előzetes tájékozódásban és a szervezésben pedig ingyenes jogsegélyszolgálat és tematikus oldallal segít.

### Magánszféra program
A TASZ Magánszféra programjának fő célkitűzése, hogy az állam csak annyira avatkozzon be a polgárok magánéletébe, amennyire feltétlenül szükséges. A program emellett azért dolgozik, hogy az állam megfelelő színvonalon nyújtsa azokat a szolgáltatásokat (egészségügy, közoktatás, szociális ellátások), amelyek a polgárok alapjogainak gyakorlásához szükségesek.
A közoktatás legyen alkalmas arra, hogy a tanulók felemelkedhessenek, továbbtanulhassanak, járuljon hozzá a személyiség kiteljesedéséhez. Az állam nyújtson segítő szolgáltatásokat azoknak, akik fel akarnak hagyni a droghasználattal. Amikor állami szerv használja fel az állampolgárok személyes adatait, ne éljen vissza velük, és gondoskodjon az adatvédelemről. A szülők, tanárok, tanulók, betegek, orvosok, droghasználók legyenek tájékozottak, jogtudatosak, tudjanak és merjenek kiállni azért, hogy megkapják, ami jár nekik, de ne kényszeríthessek őket semmire, ami nem jogszerű.

### Regionális projekt
2020-ben indult útjára a TASZ Regionális Projektje, amelynek keretében Budapesten kívül is létrejöttek TASZ irodák. Ezekben az irodákban állandó munkatárs dolgozik a szervezet missziójának elérésén. Debrecenben, Miskolcon Pécsett és Szegeden is van lehetőség ingyenes személyes jogsegélyre.

### SZABAD-díj
A TASZ 2019-ben hozta létre a SZABAD-díjat. A díj megalapításával és a jelöltek történeteinek bemutatásával azokat a hétköznapi hősöket támogatja a TASZ, akik kiállnak egy egyenlőbb és szabadabb Magyarországért. A szervezet célja a jelöltek történetei által inspirálni a magyar embereket a társadalmi felelősségvállalásra és emberi jogi aktivizmusra.
Az első SZABAD-díj szakmai díjazottja Csordás Anett A Lépjünk, hogy léphessenek Egyesület és Csordás Anett több éves áldozatos munkájának köszönhetően rengeteg tartósan beteg, illetve fogyatékkal élő gyereket nevelő család élete vált könnyebbé 2018-ban. Az utóbbi évek egyik legfontosabb civil kezdeményezésének sikerült elérnie, hogy az otthonápoló családok korábban szőnyeg alá söpört, láthatatlan problémája az egész társadalmat megmozgató téma legyen. Ennek erejével még a kormányra is sikerült nyomást gyakorolniuk, ami korábban lehetetlennek tűnt.
Az első SZABAD-közönségdíjat Farkas Norbert kapta, aki annak ellenére, hogy lakásotthonban nőtt fel, sikeresen lediplomázott, és most szociális munkásként dolgozik. Tenni akar a szegénységben élő és roma fiatalokért, és segíteni a gyerekvédelemben felnövő fiatalokat.
Az első különdíjat noÁr vehette át, aki saját munkásságával, dalaival fontos társadalmi ügyeket dolgoz fel, mint az oktatás vagy a klímavédelem. Mióta egyre ismertebb lett, közösségében mindenkit arra tanít és buzdít, hogy aktívan éljenek a jogaikkal.

## Nemzetközi kapcsolatai
- A TASZ tagja az IFEX-nek, melynek keretében a szólásszabadság helyzetének előmozdításáért küzd.
- Az alábbi szervezetekkel folytat stratégiai együttműködést:
  - AIDS Action Europe
  - Big Brother Awards International
  - Eurasian Harm Reduction Network
  - European Coalition for Just and Effective Drug Policies
  - Freedom of Information Advocates Network
  - Global Internet Liberty Campaign
  - International Antiprohibitionist League

## Szervezeti felépítése
A Társaság a Szabadságjogokért az 1989. évi II. törvény alapján létrejött országos működésű társadalmi szervezet.
A Társaság a Szabadságjogokért megalakulásakor, 1994-ben mindössze 5-6 ember vett részt aktívan a TASZ munkájában, az ő kezdeményezésükre gyűlt össze végül 10 fő, hogy egyesületet tudjanak alapítani. Mára 30 fölé nőtt a TASZ-osok száma. A TASZ 2002. januárjától az 1997. évi CLVI. törvény alapján közhasznú szervezetként működik.
A fontosabb ügyekről egy öttagú ügyvivői testület szavaz, melynek tagjai: Dojcsák Dalma, Hüttl Tivadar, Jovánovics Eszter, Kapronczay Stefánia, Szabó Máté.
A TASZ ügyvezető igazgatója Dojcsák Dalma, szakmai igazgatója Szabó Máté Dániel, stratégiai igazgatója pedig Kapronczay Stefánia.
A szervezet tagja lehet minden természetes és jogi személy, aki vállalja, hogy a szervezet alapszabályában megállapított tagsági követelményeknek eleget tesz, és a közgyűlés őt tagjai sorába felveszi. A szervezetnek nem magyar állampolgár is lehet tagja. A szervezetbe új tag felvétele a közgyűlésen történik az ügyvivői testület javaslata alapján.
A szervezet legfőbb tanácskozó és döntéshozó szerve a közgyűlés, melynek ülései nyilvánosak. A közgyűlésen minden tag tanácskozási és szavazati joggal részt vehet. A közgyűlést az ügyvivői testület javaslata alapján a szervezet elnöke hívja össze, legalább évente egy alkalommal. A közgyűlés a tagok közül titkos szavazással öt főből álló ügyvivői testületet választ. Minden ügyvivő jogosult a szervezet képviseletére és a szervezet ügyeinek intézésére.

## Külföldről támogatott szervezet
2017. január 11-én  az ATV szerda reggeli műsorában Németh Szilárd, a Fidesz frakcióvezető-helyettese úgy fogalmazott: konkrétan a Társaság a Szabadságjogokért, a Magyar Helsinki Bizottság és a Transparency International Magyarország azok a szervezetek, amelyeket vissza kell szorítani Magyarországon, mert „mindenféle legitimációs részvétel nélkül akarnak beleszólni a nagypolitikába." 2017. április 2-án a kormány olyan törvényjavaslatot terjesztett elő, amely regisztrációra és minden kommunikációjában a "külföldről támogatott szervezet" megnevezés kiírására kötelezné azokat a civil szervezeteket, amelyek évente több mint 7,2 millió forint támogatást kapnának külföldről. Ezt követően 2017. április 12-én tízezrek tüntettek a Hősök terén a civiltörvény módosítása ellen. A törvényt az Országgyűlés elfogadta, a külföldről támogatott szervezetek átláthatóságáról szóló 2017. évi LXXVI. törvényként.
A TASZ szerint az elfogadott törvény sérti a szólásszabadságot, az egyesülési szabadságot és megengedhetetlen módon különböztet meg egyes civil szervezeteket. Kiemelik, hogy  a jogrendszerben már jelenleg is meglévő szabályok sokkal alkalmasabbak az átláthatóság és a nemzet biztonságának garantálására, illetve a pénzmosás elleni fellépésre. Véleményük szerint a TASZ gazdálkodása és tevékenysége teljesen nyilvános, bárki évekre visszamenően megnézheti, kiknek, milyen összegű támogatásával, milyen programokon dolgoznak.
Kinyilvánították, hogy nem fogják teljesíteni a törvény előírásait és az Alkotmánybíróságon és a strasbourgi bíróságon is fel fognak lépni a törvény ellen.

## Külső hivatkozások
- Facebook oldaluk
- Twitter oldaluk
- LinkedIn oldaluk
- Interjú Dénes Balázzsal[halott link]
- Juszt László interjúja Dénes Balázzsal - 1. rész
- Juszt László interjúja Dénes Balázzsal - 2. rész